# Dianthus vulturius
Dianthus vulturius là loài thực vật có hoa thuộc họ Cẩm chướng. Loài này được Guss. & Ten. mô tả khoa học đầu tiên năm 1837.